# Île de Bateman
L’île de Bateman (anglais : Bateman Island) est une île fluviale du fleuve Columbia dans l'État américain de Washington, entre Richland et Kennewick.